# Josh Hawley
Pour les articles homonymes, voir Hawley.
Joshua David Hawley, dit Josh Hawley, né le 31 décembre 1979 à Springdale (États-Unis), est un homme politique américain. Membre du Parti républicain, il est sénateur des États-Unis pour le Missouri depuis 2019. Il est auparavant procureur général du Missouri de 2017 à 2019 sous les gouverneurs Eric Greitens et Mike Parson. Gagnant de la primaire de son parti pour les élections de 2018 au Sénat des États-Unis au Missouri, il bat la sénatrice démocrate sortante Claire McCaskill, en récoltant 51,38 % des suffrages exprimés. 
Début 2021, il est le premier sénateur à annoncer qu'il portera objection à la certification des résultats de l'élection présidentielle de 2020 par le Congrès, réuni au Capitole, qui doit officialiser la victoire de Joe Biden. Le 6 janvier 2021, en prélude à l'assaut du Capitole par des partisans de Donald Trump, il est photographié le poing levé en signe d'approbation devant un groupe d'émeutiers. Après l'attaque, il est le seul sénateur à appuyer une demande d'objection sur les résultats de la Pennsylvanie, laquelle est rejetée. Ses prises de position durant ces événements sont condamnées par une grande partie du spectre politique américain et suscitent des appels à sa démission.

## Biographie

### Jeunesse et formation
Fils d'un banquier et d'une enseignante, Josh Hawley est né le 31 décembre 1979 à Springdale en Arkansas. En 1981, sa famille déménage à Lexington dans le Missouri, où il passe son enfance et le début de son adolescence. Il est diplômé de la Rockhurst High School, située dans le Kansas. En 2002, il obtient un diplôme d'histoire de l'université Stanford, en Californie. Il séjourne à Londres pendant un an, à l'École Saint-Paul. Il est également diplômé en 2006 de la faculté de droit de l'université Yale. À l'âge de 28 ans, Josh Hawley écrit une biographie de Theodore Roosevelt pour les presses universitaires de Yale.

### Vie privée
Marié à Erin Hawley, il est père de trois enfants : Elijah, Blaise et Abigail.

### Procureur général du Missouri
En 2011, Josh Hawley devient professeur associé à l'université du Missouri à Columbia, où il enseigne notamment le droit constitutionnel,. En 2016, Hawley se présente officiellement candidat au poste de procureur général du Missouri. Le 2 août, il remporte l'investiture républicaine lors de la primaire, obtenant 64 % des voix face à Kurt Schaefer, membre du Sénat du Missouri pour le 19e district de l'État (qui regroupe alors les comtés de Boone et de Randolph). Le 8 novembre, lors de l'élection générale, il bat la candidate démocrate Teresa Hensley avec plus de 58,5 % des suffrages exprimés. 

### Sénateur des États-Unis
Le 10 octobre 2017, il annonce officiellement sa candidature aux élections sénatoriales de 2018 au Sénat des États-Unis, face à la sénatrice sortante, la démocrate Claire McCaskill. Avec le soutien du président Donald Trump, il décroche l'investiture de son parti en arrivant à remporter la primaire républicaine avec 58,64 % des suffrages exprimés face à une myriade de petits candidats (Tony Monetti, Austin Petersen, Kristi Nichols, Christina Smith, Kenneth E. "Ken" Patterson et Peter Pfeifer) se partageant les 41,36 % restants de manière à peu près équitable. Le 6 novembre 2018, il remporte le scrutin avec 1 254 927 voix, soit 51,38 % des suffrages exprimés. Il bénéficie pour sa campagne d'un large soutien financier du Club for Growth, une organisation anti-réglementation et anti-impôt.

## Prises de position

### Méfaits des médias sociaux
En août 2019, Hawley présente le Social Media Addiction Reduction Technology (SMART) Act, dont le but est d'interdire certaines fonctionnalités dont il considère qu'elles favorisent l'addiction à Internet, tels que le défilement infini (Infinite Scrolling) et l'auto-play.
Il affirme que les grandes entreprises de technologie adoptent « un modèle commercial basé sur la dépendance », et que trop « d'innovations » dans ce domaine sont conçues non pas pour créer de meilleurs produits, mais pour capter davantage l'attention en utilisant des biais psychologiques qui rendent difficile de détourner le regard ».
Hawley propose une modification majeure de la loi sur la protection de la vie privée des enfants sur internet, visant à empêcher des entreprises technologiques de surveiller le comportement des enfants en ligne. Il considère que les médias sociaux sont « des parasites de l'investissement productif, détruisent les relations sociales saines, sont une entrave à une société saine et que la société marcherait mieux s'ils disparaissaient ».
Sa proposition de loi demande en outre que la FTC (Commission fédérale du commerce) produise régulièrement un rapport sur la « question de la dépendance à Internet » qui explorerait la manière dont « les entreprises de médias sociaux, en exploitant la psychologie et la physiologie du cerveau humain, interfèrent avec les libres choix des individus sur Internet ».

### GAFA
Il figure parmi les détracteurs des GAFA (Google, Apple, Facebook et Amazon) considérant qu'ils imposent une forme de censure  via leurs réseaux  au détriment du Parti républicain. 
Le 17 novembre 2020, il interroge Mark Zuckerberg lors de son audition au Sénat et l'accuse de collusion de censure avec Google et Twitter.

### Élection présidentielle de 2020
Le 30 décembre 2020, Josh Hawley, en désaccord avec le chef républicain au Sénat Mitch McConnell, est le premier sénateur à déclarer qu'il s'opposerait à la certification du collège électoral par le Sénat qui doit entériner l'élection de Joe Biden à la présidence le 6 janvier 2021. Son opposition (pour autant qu'elle soit soutenue par un membre du Congrès) obligerait les deux assemblées à voter sur les résultats de l'élection présidentielle de 2020. Josh Hawley justifie sa position en indiquant qu'il ne peut pas voter pour certifier les résultats du collège électoral sans évoquer le fait qu'à ses yeux et aux yeux de nombre de ses électeurs, la Pennsylvanie n'a pas respecté ses propres lois électorales. Au moment de cette prise de position, les avocats de Donald Trump perdent 59 des 60 recours intentés à tous les niveaux de juridiction américaine dans le but d'invalider le résultat des élections ou de les remettre en cause. Un article du journal français La Croix considère que la véritable ambition de Hawley est de se positionner comme héritier de Trump pour l'élection présidentielle de 2024. 
Le 6 janvier 2021, des partisans de Donald Trump envahissent le Capitole. Cet événement amène des commentateurs politiques à critiquer l'attitude des sénateurs républicains qui persistent dans leur intention de s'opposer à la certification des résultats de l'élection présidentielle dans certains États. La position de Josh Hawley est dès lors condamnée par une partie de la presse américaine et un journal de son État, le Kansas City Star, commente : « Personne, à part le président Donald Trump lui-même, n'est davantage responsable de la tentative de coup d'État de mercredi au Capitole américain qu'un certain Joshua David Hawley ». L'objection qu'il porte est rejetée au Sénat par 92 voix contre 7 , mais à la Chambre des représentants, 128 élus républicains l'appuient.
À la fin du mois de janvier 2021, Hawley déclare qu'il ne sera pas candidat pour l'investiture républicaine de 2024, car pour lui « il reste beaucoup à faire au Sénat ».

### Entrée de la Suède et de la Finlande dans l'OTAN
Il est l'unique sénateur à avoir voté contre l'adhésion de la Finlande et la Suède dans l'Organisation du traité de l'Atlantique nord le 3 août 2022. Il déclare que les États-Unis doivent se concentrer sur la Chine.